# Carlo Carrà
Carlo Carrà (Quargnento, 1881. február 11. – Milánó, 1966. április 13.) olasz festő, a futurizmus, a metafizikus festészet, majd a novecento képviselője, jelentős tanár egyéniség.

## Élete, munkássága
Carrà egy Alessandria megyebeli falucskában született, Észak-Olaszországban. Tizenkétéves korában elköltözött otthonról, épületfestőként, dekorátorként tevékenykedett. 1899–1900-ben a párizsi világkiállítás pavilonjainak díszítésén dolgozott, ahol megismerte az aktuális művészeti irányzatokat. Néhány hónapos londoni tartózkodása alatt kapcsolatba került az akkor ott élt olasz anarchistákkal, 1901-ben tért haza, Milánóba. 1906-ban felvették az Accademia di Brerára, ahol Cesare Tallone volt a tanára, közben megismerkedett a városban működő fiatal művészekkel, akik rendszeresen megvitatták az aktuális művészeti kérdéseket. Ebből az időszakból származnak Az apokalipszis lovasai (1908) és Távozás a színházból (1909) című, örvénylő ecsetkezeléssel készült, élénk színű festményei.
1909 februárjában Filippo Tommaso Marinetti lakásán volt egy összejövetel, amelyen Carrà, Umberto Boccioni és Luigi Russolo vett részt. Ezen a megbeszélésen született meg a futurizmus, az az avantgárd irányzat, amely az egész művészet megújítását tűzte ki célul. Kiáltványukat (Fondazione a manifesto del futurismo) Marinetti fogalmazta meg, és február 20-án tették közzé a párizsi Le Figaróban, később pedig az olasz Poesiábanis. Szakítani akartak a hagyományokkal, a múlttal, a gépekben, a mozgásban, a sebességben, a bátorságban, a lázadásban, a dinamizmusban hittek. A kiáltvány élénk feltűnést és sokak részéről heves ellentámadást váltott ki.
Carrà szívvel-lélekkel futurista volt, lelkesedett a manifesztumban meghirdetett elvekért. Ismerte a kubizmust, a szerkesztési elveket és a visszafogott színkezelést onnan kölcsönözte, de ezt a műveiben a futurizmusra jellemző dinamizmussal tudta ötvözni, és szavakat is belekomponált képeibe. Futurista korszakának néhány műve: Galli anarchista temetése (1911), Amit a villamos mesélt nekem (1911), Asszony és balkon (1912), Vörös ló (1913), Harcvonat (1914).
Futurista korszakának az első világháború idején lassan vége szakadt, igaz, maga a mozgalom is viszonylag rövid életű volt. Festményeinek stílusa fokozatosan nyugodtabbá vált, csendéleteket kezdett festeni, főleg, miután megismerkedett Giorgio de Chiricóval, aki mély nyugalmat, magányt, csendet idéző képei mély hatással voltak rá, úgy érezte, megtalálta igazi útját. Közösen hirdették meg a metafizikus festészetet, amit a Valori Plastici című folyóiratban tettek közzé. A váltás jelentős, a metafizika a futurizmus ellentettje: míg a futurizmus a mozgást hirdette, addig a metafizikus stílus a mozdulatlanságot. Carrà Giottót tekintette példaképének, ami az anyagszerűségben, a tömör tónusokban és a színek finomságában nyilvánult meg. Jellegzetes metafizikus stílusú művei ebből az időből a Metafizikus múzsa (1911), a Varázskamera (1917) és az Anya és fia (1917).
Hamarosan új irányban folytatta festészetét: teljesen elfordult az avantgárdtól, és a novecento híve, sőt vezető egyénisége lett. A mozgalom célja a neoklasszicista örökség megőrzése, kötődés a hagyományos értékekhez volt. Festményei: Pinea a tengerparton (1921), Asszony és kutya (1925), Verso casa (1939, akvarell), Fésülködők (1939).
A milánói képzőművészeti akadémia tanáraként nagy hatású pedagógiai tevékenységet fejtett ki. 1950-ben a Velencei biennálé nagydíjasa volt. Milánóban halt meg 1966-ban.